# Partij voor de Republiek
Partij voor de Republiek (PvdR) is een Nederlandse republikeinse politieke partij. De partij nam in twee kieskringen deel aan de Tweede Kamerverkiezingen 2021 en behaalde geen zetel.

## Geschiedenis
De Partij voor de Republiek werd in 2020 opgericht door jurist en Rotterdams politicus Manuel Kneepkens, emeritus hoogleraar stadssociologie Lodewijk Brunt, media-entrepreneur Teun Gautier en journalist René Zwaap. De partij presenteerde dat jaar op Prinsjesdag haar concept-partijprogramma ‘Tien over Oranje’, een 10-stappenplan ter omvorming van de Nederlandse monarchie in een moderne republiek. Voor de PvdR is de afschaffing van de monarchie geen doel op zich. De partij wil de Europese Unie omvormen tot een Europese Republiek met veel autonomie voor de aangesloten republieken. De partij wil uiteindelijk een transnationale Europese partij worden.
De PvdR nam met lijsttrekker Bruno Braakhuis deel aan de Tweede Kamerverkiezingen 2021 in twee kieskringen en behaalde in totaal 255 stemmen, onvoldoende voor een zetel.